# Ferrimicrobium
Ferrimicrobium es un género de bacterias grampositivas de la familia Acidimicrobiaceae. Actualmente contiene una sola especie: Ferrimicrobium acidiphilum. Fue descrita en el año 2009. Su etimología hace referencia a microbio del hierro. El nombre de la especie hace referencia a amante del ácido. Es anaerobia facultativa, móvil y acidófila. Tiene un tamaño de 0,5 μm de ancho por 1-3 μm de largo. Forma colonias con aspecto de huevo frito, con deposición de hierro en el centro. Temperatura de crecimiento óptima de 35 °C, pH óptimo de 2, y mínimo de 1,4. Tiene capacidad tanto para oxidar como para reducir el hierro. Tiene un genoma de 3 Mpb y un contenido de G+C de 54,9%. Se ha aislado en drenajes ácidos de minas en el Reino Unido. 